# 琼山束腰蟹
琼山束腰蟹（学名：Somanniathelphusa qiongshanensis）为束腹蟹科束腰蟹属的动物。在中国大陆，分布于海南岛等地，多见于水田、沟渠泥洞中。